# Pietro Giovanni Della Torre
Pietro Giovanni Della Torre (Santa Margherita Ligure, 31 dicembre 1641 – Genova, 1701) è stato un avvocato italiano.

Allegazione in causa, 1695
(Fondazione Mansutti, Milano).

Da giovane studiò a Parma, a Bologna e a Pisa, dove si laureò in giurisprudenza. Nonostante le origini umili, riuscì a essere ammesso al Collegio dei Dottori. Fu arrestato perché accusato della congiura del 1672 a favore dei Savoia. Dopo la scarcerazione, si dedicò alla carriera forense, lasciando numerose memorie della propria attività nella Repubblica di Genova. Nella memoria Allegazione in causa di pretesa avaria per forza di vele, l'autore impedì che la società di assicurazione ripagasse il capitano della nave Santa Maria di Loreto, che aveva spezzato il proprio albero maestro durante la navigazione tra Lisbona e Genova.